# Nawal El Moutawakel

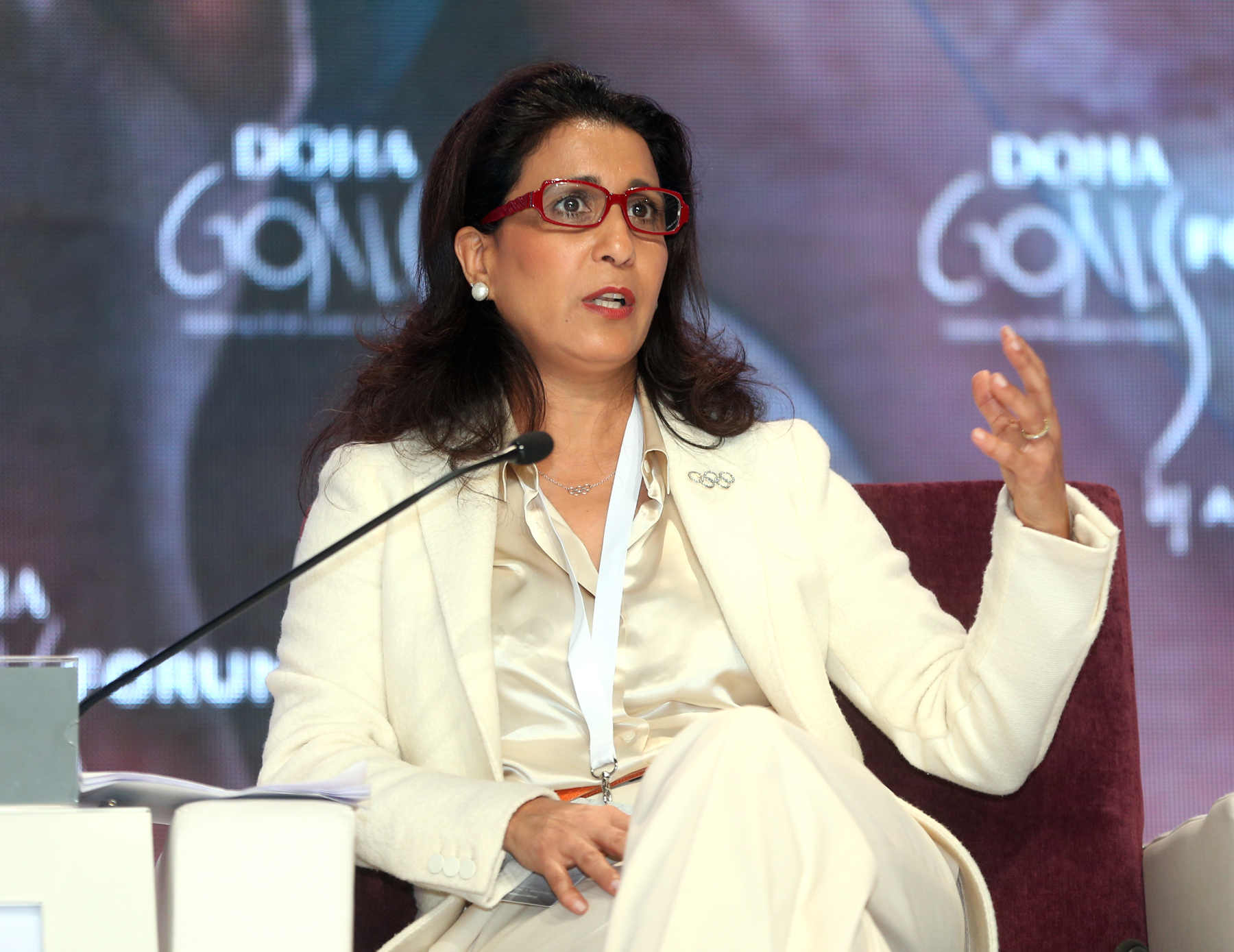
Nawal El Moutawakel, 2012

Nawal El Moutawakel (arabisch نوال المتوكل, DMG Nawāl al-Mutawakkil, auch Nawal El Moutawakil; * 15. April 1962 in Casablanca) ist eine ehemalige marokkanische Leichtathletin und Olympiasiegerin, die derzeit als Politikerin wirkt.

## Leben
El Moutawakel gewann bei den Olympischen Spielen 1984 in Los Angeles als erste afrikanische und erste muslimische Frau in der Geschichte der Spiele eine Goldmedaille. Die Studentin der Iowa State University gewann völlig überraschend den erstmals in das olympische Programm aufgenommenen 400-Meter-Hürdenlauf. Der damalige marokkanische König Hassan II. erklärte, dass alle Mädchen seines Landes, die am Tag des Sieges von El Moutawakel geboren wurden, ihr zu Ehren ihren Namen tragen sollten.
1993 rief sie die Course Féminine de Casablanca ins Leben, die mittlerweile mit ca. 30.000 Teilnehmerinnen eine der größten Frauensportveranstaltungen weltweit ist. 1995 wurde sie Mitglied der International Association of Athletics Federations (IAAF), und seit 1998 ist sie Mitglied des Internationalen Olympischen Komitees (IOC). 2002 gründete sie die NGO Association Marocaine Sport & Développement. Von 1997 bis 1998 war sie Staatssekretärin im Ministerium für Jugend und Sport ihres Landes, im Oktober 2007 wurde ihr die Leitung dieses Ministeriums übertragen.
Bei einer Größe von 1,62 m hatte El Moutawakel ein Wettkampfgewicht von 50 kg. Sie ist verheiratet und Mutter von zwei Kindern.

## Ehrungen
- 2010: Laureus World Sports Award für ihr Lebenswerk